# Giải thưởng giải trí SBS
SBS Entertainment Awards (tiếng Hàn: SBS 연예대상; Hanja: -演藝大賞; Tiếng Việt: Giải thưởng Giải trí SBS) là một giải thưởng nghệ thuật được trao bởi Hệ thống Phát sóng Seoul (SBS). Giải thưởng được phát sóng 2 phần tổng 140 phút trên SBS. Trước 2014, nó là một phần của SBS Awards Festival cùng SBS Gayo Daejeon và Giải thưởng phim truyền hình SBS. Trước 2017, nó tên là SAF Entertainment Award nhưng sau đó người ta quyết định đổi thành SBS Entertainment Awards.

## Các lần tổ chức
| Lần | Năm  | MC                                            | Chú thích |
| --- | ---- | --------------------------------------------- | --------- |
| 1   | 2007 | Ryu Si-won, Park Eun-kyung, Uhm Ji-won        |           |
| 2   | 2008 | Lee Hwi-jae, Shin Bong-sun, Ye Ji-won         |           |
| 3   | 2009 | Shin Dong-yup, Hyun Young, Lee So-yeon        |           |
| 4   | 2010 | Shin Dong-yup, Park Sun-young, Jang Yun-jeong |           |
| 5   | 2011 | Kim Yong-man, Kim Won-hee, Shin Bong-sun      |           |
| 6   | 2012 | Haha, Yoon Do-hyun, Choi Soo-young            |           |
| 7   | 2013 | Shin Dong-yup, Kim Won-hee, Krystal Jung      |           |
| 8   | 2014 | Bae Seong-jae, Lee Kyung-kyu, Sung Yu-ri      |           |
| 9   | 2015 | Lee Kyung-kyu, Jun Hyun-moo, Jang Ye-won      |           |
| 10  | 2016 | Kang Ho-dong, Lee Kyung-kyu, Lee Si-young     |           |
| 11  | 2017 | Jun Hyun-moo, Lee Sang-min, Choo Ja-hyun      |           |
| 12  | 2018 | Kim Jong-kook, Park Soo-hong, Han Go-eun      | [ 2 ]     |
| 13  | 2019 | Kim Seong-joo, Park Na-rae, Jo Jeong-sik      | [ 3 ]     |

## Người chiến thắng

### Giải thưởng lớn (Daesang)
| Year      | Người chiến thắng | Chương trình                                      |
| --------- | --- | ------------------------------------------------- |
| 1st 2007  | Kang Ho-dong | Star King                                         |
| 2nd 2008  | Yoo Jae-suk | Family Outing                                     |
| 3rd 2009  | Yoo Jae-suk, Lee Hyori | Family Outing                                     |
| 4th 2010  | Kang Ho-dong | Star King, Strong Heart                           |
| 5th 2011  | Yoo Jae-suk | Running Man                                       |
| 6th 2012  | Yoo Jae-suk | Running Man                                       |
| 7th 2013  | Kim Byung-man | Luật rừng Eco Village                             |
| 8th 2014  | Lee Kyung-kyu | Healing Camp, Aren't You Happy Global Junior Show |
| 9th 2015  | Yoo Jae-suk | Running Man Same Bed, Different Dreams            |
| 9th 2015  | Kim Byung-man | Luật rừng Shaolin Clenched Fists                  |
| 10th 2016 | Shin Dong-yup | My Ugly Duckling TV Animal Farm                   |
| 11th 2017 | Lee Sun-mi (Kim Gun-mo's mother) Ji In-sook (Park Soo-hong's mother) Lee Ok-jin (Tony An's mother) Lim Yeo-soon (Lee Sang-min's mother) | My Ugly Duckling                                  |
| 12th 2018 | Lee Seung-gi | Quản gia (chương trình truyền hình)               |
| 13th 2019 | Yoo Jae-suk | Running Man                                       |
| 14th 2020 | Kim Jong-kook | Running Man                                       |

### 2007
| Hạng mục                                  | Chiến thắng                                       |
| ----------------------------------------- | ------------------------------------------------- |
| Comedy Newcomer Award                     | Lee Dong-yup Lee Yong-jin                         |
| Comedy Choice Award                       | Kim Tae-hyun Kim Shin-young                       |
| Comedy Prize                              | Kang Sung-beom                                    |
| Star of the Year Award (Comedy category)  | Jung Jae-young Jeong Yong-guk Kim Hyun-jung       |
| Star of the Year Award (Radio category)   | Cultwo Heo Su-gyeong                              |
| Star of the Year Award (Variety category) | Choi Young-ah Lee Kyung-kyu Park So-hyun          |
| Viewer's Choice Program of the Year Award | Line Up                                           |
| Hallyu Program Award                      | X-Man                                             |
| Excellence Award For Programs             | 1000 Song Challenge One Night of TV Entertainment |
| High Excellence Award For Programs        | Capture the Moment How is that Possible           |
| All Around Entertainer Award              | Haha                                              |
| PD Award                                  | Jo Hyung-ki                                       |
| Special Award                             | Ryu Si-won                                        |
| Scriptwriter Award                        | Jo Myung-jin Kim Nam-gyung                        |

### 2008
| Hạng mục                                                   | Chiến thắng                                                                                         |
| ---------------------------------------------------------- | --------------------------------------------------------------------------------------------------- |
| Newcomer Award (Comedy category)                           | Kim Jin-gon Hong Yoon Hwa                                                                           |
| Newcomer Award (Variety category)                          | Yang Jung-a Gold Miss Diary                                                                         |
| Special Award (Photographer broadcasting category)         | Lee Mi-sun (Entertainment category) Jang Yun-jeong (Education category) Kim Joo-ri (Radio category) |
| Special Award (Announcer category)                         | Jeong Mi-seon                                                                                       |
| Special Award (Radio DJ)                                   | Choi Hwa-jung                                                                                       |
| Producer's Choice Award (MC category)                      | Kim Gura Shin Bong-sun                                                                              |
| Producer's Choice Award (TV Star category)                 | Kim Su-ro Jang Yun-jeong                                                                            |
| Best Entertainer Award                                     | Park Sang-myun Sol Bi                                                                               |
| Best Teamwork Award                                        | Gold Miss Diary                                                                                     |
| Netizen's Highest Popularity Award                         | Lee Chun-hee Park Ye-jin                                                                            |
| Award for spirit                                           | Ji Sang-ryeol Song Eun-i Noh Hong-chul                                                              |
| High Excellence Comedy Award                               | Han Hyeon-min                                                                                       |
| Excellence Comedy Award                                    | Lee Yong-jin Lee Jin-ho Yang Se-chan Oh In-taek                                                     |
| Netizen's Choice Program of the Year High Excellence Award | Star King                                                                                           |
| Netizen's Choice Program of the Year Excellence Award      | Family Outing                                                                                       |

### 2009
| Hạng mục                                   | Chiến thắng                              |
| ------------------------------------------ | ---------------------------------------- |
| Newcomer Award (Comedy category)           | Jung Min-kyu                             |
| Newcomer Award (Variety category)          | Boom Leeteuk Eunhyuk                     |
| Announcer Award                            | Park Sun-young                           |
| Radio DJ Award                             | Song Eun-i Shin Bong-sun Kim Chang-Ryul  |
| Scriptwriter Award                         | Choi Mung-young                          |
| Lifetime Achievement Award                 | Jo Young-gu                              |
| Producer's Choice Award (TV Star category) | Kim Gook-jin Yang Jung-a                 |
| Producer's Choice Award (MC category)      | Kim Jong-un                              |
| Best Teamwork Award                        | Family Outing                            |
| Best Entertainer Award                     | Kim Gura Moon Hee-joon                   |
| Netizen's Highest Popularity Award         | Lee Seung-gi Lee Hyori                   |
| Excellence Comedy Award                    | Lee Sang-jun Kim Jong-myung              |
| Excellence Variety Award                   | Jang Yun-jeong Jo Hye-ryun Shin Bong-sun |
| Best MC Award                              | Kim Yong-man                             |
| Best Program Award                         | Strong Heart                             |

### 2010
| Hạng mục                                         | Chiến thắng(s) |
| ------------------------------------------------ | --- |
| Best MC                                          | Lee Seung-gi |
| Netizens Highest Popularity Award                | Lee Seung-gi |
| Netizens Most Popular Program                    | Running Man |
| Program of the Year Award                        | Star King |
| Best TV Star Award                               | Jo Hye-ryun Shin Bong-sun Kim Jong-kook                                                                                         |
| Best Teamwork Award                              | Heroes |
| Special Award                                    | Sean Lee |
| All-round Entertainer Award                      | Kim Yeong-cheol Kim Hyo-jin |
| SBS 20th Anniversary Entertainment 10 Star Award | Lee Hong-ryul Kang Ho-dong Lee Young-ja Yoo Jae-suk Lee Kyung-kyu Nam Hee-suk Lee Bong-won Shin Dong-yup Kim Yong-man Lee Hyori |
| Producer's Choice Award (MC category)            | Kim Gook-jin Jang Yun-jeong |
| Newcomer Award                                   | Song Joong-ki Gary Lee Kwang-soo Luna Minho Jo Kwon Yong-hwa Shindong IU Kahi                                                   |
| Special Award                                    | Kim Byung-se Song Ji-hyo |
| Announcer Award                                  | Choi Ki-hwan |
| Radio DJ Award                                   | Kim Chang-wan |
| Scriptwriter Award                               | Kim Yoon-young Song Jung-yeon                                                                                                   |

### 2011
| Hạng mục                             | Chiến thắng                           |
| ------------------------------------ | ------------------------------------- |
| Newcomer Award (Talk show category)  | Han Hye-jin                           |
| Newcomer Award (Variety category)    | Lee Kwang-soo                         |
| Newcomer Award (Comedy category)     | Kang Jae-joon                         |
| Announcer Award                      | Kim So-won                            |
| Radio DJ Award                       | Choi Baek-ho Park So-hyun             |
| Broadcast Writer Award               | Park Hyeon-Suk Choe Gyeong            |
| Special Award                        | Yuna Kim                              |
| Lifetime Achievement Award           | Luật rừng Team                        |
| Best MC picked by Producers          | Lee Kyung-kyu                         |
| Best Teamwork Award                  | Star Junior Show                      |
| Couple Award                         | Choi Yang-rak & Paeng Hyun-sook       |
| Best Talk Show Entertainer Award     | Paeng Hyun-sook Shindong Jeong Joo-ri |
| Best Variety Entertainer Award       | Park Jun-geum Yoo In-na Haha          |
| Netizen Best Popularity Award        | Lee Seung-gi                          |
| Excellence Comedy Award              | Son Min-hyuk Hong Hyun-hee            |
| Excellence Talk Show Award           | Boom Leeteuk Jo Hye-ryun              |
| Best Variety Entertainer Award       | Park Jun-geum Yoo In-na Haha          |
| Excellence Variety Award             | Song Ji-hyo Kim Jong-kook             |
| Excellence Award Program (Talk Show) | Strong Heart                          |
| Excellence Award Program (Variety)   | Running Man                           |
| Best Excellence Award (Talk show)    | Lee Seung-gi                          |
| Excellence Program (Variety)         | Kim Byung-man                         |

### 2012
| Hạng mục                                      | Chiến thắng                                |
| --------------------------------------------- | ------------------------------------------ |
| Newcomer Award (MC category)                  | Lee Dong-wook                              |
| Newcomer Award (Comedy category)              | Kim Won-Gu                                 |
| Announcer Award                               | Park Eun-kyung                             |
| Radio DJ Award                                | Cultwo Park Ji-sun Park Young-jin          |
| Broadcast Writer Award                        | Ryu Hye-rin Kim Mi-kyung Kim Eun-sun       |
| Special Award                                 | BoA                                        |
| Lifetime Achievement Award                    | Kim Sang-joong                             |
| Best MC picked by Producers                   | Yoon Do-hyun                               |
| Best Teamwork Award                           | Honey                                      |
| Couple Award                                  | Shin Dong-yup & Lee Dong-wook              |
| Best Family Award                             | Jung Eun-pyo Yeom Kyung-hwan Lee Jung-yong |
| Best Entertainer Award (Talk Show Category)   | Boom Leeteuk                               |
| Best Entertainer Award (Variety Category)     | Kim Ji-sun Jeon Hye-bin Choo Sung-hoon     |
| Excellence Comedy Award                       | Hong Yoon-hwa Kim Yong-myung               |
| Excellence Talk Show Award                    | Han Hye-jin                                |
| Excellence Variety Award                      | Gary Jee Seok-jin                          |
| Viewers' Choice Popularity Award              | Yoo Jae-suk                                |
| Viewers' Choice Program Award                 | Running Man                                |
| Excellence Program Award (Talk Show Category) | Healing Camp, Aren't You Happy             |
| Excellence Program Award (Variety Category)   | K-pop Star 2                               |
| Best Excellence Program Award                 | Luật rừng                                  |
| Best Excellence Award (Comedy Category)       | Jung Hyun-soo Hong Hyun-hee                |
| Best Excellence Award (Talk Show Category)    | Lee Kyung-kyu                              |
| Best Excellence Award (Variety Show Category) | Kim Byung-man                              |

### 2013
| Hạng mục                                             | Chiến thắng |
| ---------------------------------------------------- | --- |
| Best Excellence Award (Variety category)             | Lee Kyung-kyu Song Ji-hyo |
| Best Excellence Award (Talk Show category)           | Sung Yu-ri Kim Jong-kook Haha |
| Best Excellence Award (Comedy category)              | Ahn Siu Nam Ho-yeon |
| Newcomer Award (Comedy Category)                     | Kim Jung-hwan |
| Newcomer Award (MC Category)                         | Soo-young |
| Newcomer Award (Variety Category)                    | Ham Ik-byung |
| Best Comedy Corner                                   | Uncle Jong-gi Just Because Of Friendship                                                                                                |
| Announcer Award                                      | Kim Min-ji |
| Radio DJ Awards                                      | Jung Sun-hee Noh Sa-yeon Lee Sung-min                                                                                                   |
| Scriptwriter Award                                   | Jo Jung Eun – Documentary Show (Partners) Jo Gipeum – Variety Show Award (Luật rừng) Kang E Mo – Radio Award (Chae Bak Ho's Radio Show) |
| Services to Society Award                            | Racing Heart Team |
| PD Awards: TV sector                                 | Kang Ho-dong |
| PD Awards: Radio Programs                            | Cultwo |
| Best Staff Award                                     | Luật rừng Team |
| Giải thưởng cặp đôi đẹp nhất                         | Lee Hwi-jae & Jang Yun-jeong |
| Best Teamwork Award                                  | Star Junior Show Team |
| Best Family Award                                    | Star Couple Show Team |
| Best Entertainer Award                               | Park Jun-gyu Kim Jong-min Kwanghee |
| Best Challenge Award                                 | Ahn Jung-hwan Oh Jong-hyuk |
| Popularity Award                                     | Kim Sung-soo Cho Yeo-jeong |
| Friendship Award                                     | Lee Kwang-soo Ryu Dam |
| Excellence Award For Programs Talk Shows             | Healing Camp, Aren't You Happy |
| Excellence Award For Programs Variety Shows          | K-pop Star 3 |
| High Excellence Award For Programs (Viewer's Choice) | Running Man |

### 2014
| Hạng mục                                                 | Chiến thắng                                                                    |
| -------------------------------------------------------- | ------------------------------------------------------------------------------ |
| High Excellence Award (Variety category)                 | Kim Jong-kook                                                                  |
| High Excellence Award (Talk Show category)               | Cultwo                                                                         |
| High Excellence Award (Comedy category)                  | Hong Yoon-hwa Lee Dong-yeob                                                    |
| Excellence Award (Comedy Category)                       | Kim Hyun-jung Jang Hong-jae Park Young-jae                                     |
| Excellence Award (Talk Show Category)                    | Yoon Do-hyun                                                                   |
| Excellence Award (Variety Category)                      | Lee Kwang-soo                                                                  |
| Newcomer Award (Variety category)                        | Jackson                                                                        |
| Newcomer Award (Variety category)                        | Bae Jong-ok                                                                    |
| Newcomer Award (Comedy Category)                         | Choi Baek-sun Park Jin-joo                                                     |
| Announcer Award                                          | Choi Ki-wan                                                                    |
| Radio DJ Award                                           | Gong Hyung-jin Kim Ji-sun Kim Ill-joong                                        |
| Scriptwriter Award                                       | Shin Jin Ju (SBS Special) Shim Eun Ha (Variety Show) Kim Jong Sun (Radio Show) |
| Special Award                                            | You Hee-yeol                                                                   |
| PD Award (TV category)                                   | Sung Yu-ri                                                                     |
| PD Award (Radio category)                                | Kim Chang-wan                                                                  |
| Best Teamwork Award                                      | Star Junior Show Team                                                          |
| Best Family Award                                        | Oh! My Baby cast                                                               |
| Best Entertainer Award                                   | Ye Ji-won Park Jong Chul Ryu Dam                                               |
| Giải thưởng cặp đôi đẹp nhất                             | Lee Manki & Choi Wee Duk Nam Jae Hyun & Lee Chun Ja                            |
| Best MC Award                                            | Lim Sung Hoon Kim Won-hee                                                      |
| New Star Award                                           | Jo Se-ho Lee Guk-joo Kim Ill-joong                                             |
| High Excellence Award for Programs (Talk Shows category) | K-pop Star 4                                                                   |
| High Excellence Award for Programs (Variety category)    | Luật rừng                                                                      |
| Excellence Award for Programs (Talk Shows category)      | Star King                                                                      |
| Excellence Award for Programs (Variety category)         | Star Couple Show                                                               |
| Viewer's Choice Best Program                             | Running Man                                                                    |
| Viewer's Choice Most Popular Star Award                  | Yoo Jae-suk                                                                    |

### 2015
| Hạng mục                                            | Chiến thắng                  |
| --------------------------------------------------- | ---------------------------- |
| Viewers' Choice Best Variety Show                   | Running Man                  |
| Viewers' Choice Popularity Award                    | Yoo Jae-suk                  |
| Programme Excellence Award                          | Same Bed, Different Dreams   |
| Programme Top Excellence Award (Variety Category)   | K-pop Star 5                 |
| Programme Top Excellence Award (Talk Show Category) | Star Couple Show             |
| Excellence Award (Variety Category)                 | Jee Seok-jin                 |
| Excellence Award (Talk Show category)               | Kim Joon Hyun                |
| Top Excellence Award (Variety Category)             | Song Ji-hyo                  |
| Talk Show Award                                     | Kim Won-hee                  |
| Comedy Award                                        | Kang Jae-jun                 |
| Comedy Excellence Award (Male)                      | Ahn Shi-woo                  |
| Comedy Excellence Award (Female)                    | Lee Eun-hyung                |
| Newcomer Award (Male)                               | Seo Jang-hoon                |
| Newcomer Award (Female)                             | Kim Wan-sun                  |
| Newcomer Award (Male)                               | Oh Min-woo                   |
| Newcomer Award (Female)                             | Park Ji Hyun                 |
| Producer Award (TV)                                 | Kim Gura                     |
| Producer Award (Radio)                              | Lee Sook-young               |
| Announcer Award                                     | Bae Sung-jae                 |
| Scriptwriter Award                                  | Choi Mung-yeong Kim Yun-hui  |
| Radio DJ Newcomer Award                             | Jang Ye-won                  |
| Radio DJ Award                                      | Lee Guk-joo Hong Rok-gi      |
| Choice Award                                        | Lee Chunja                   |
| Special Award                                       | Kim Sang-joong               |
| Giải thưởng cặp đôi đẹp nhất                        | Kim Gook-jin & Kang Soo-ji   |
| Best Family Award                                   | Oh! My Baby cast             |
| Best Teamwork Award                                 | Shaolin Clenched Fists cast  |
| Best Entertainer Award                              | Yook Joong-wan Park Han-byul |
| Best Challenger Award                               | Jeong Jinwoon Goo Hara       |

### 2016
| Hạng mục                               | Chiến thắng |
| -------------------------------------- | --- |
| Giải thưởng xuất sắc hàng đầu (Tạp kỹ) | Lee Kwang-soo |
| Top Excellence Award (Talk Show)       | Kim Gun-mo |
| Top Excellence Award (Comedy)          | Hong Yoon-hwa |
| Giải thưởng xuất sắc (Tạp kỹ)          | Seo Jang-hoon |
| Excellence Award (Talk Show)           | Jun Hyun-moo, Sung Dae-hyun                                                                                       |
| Excellence Award (Comedy)              | Kim Jin-gon, Kim Jeong-hwan                                                                                       |
| Program of the Year (Variety)          | My Ugly Duckling                                                                                                  |
| Program of the Year (Documentary)      | I Want To Know |
| Star of the Year                       | Park Jin-young |
| Best Entertainer Award                 | Kim Min-seok, Kim Wan, Seolhyun                                                                                   |
| Lifetime Achievement Award             | Paik Jong-won |
| Rookie Award (Female)                  | Gong Seung-yeon & Yoo Jeong-yeon (Inkigayo), Lee Yeon-su                                                          |
| Rookie Award (Male)                    | Kangnam, Yoo Byung-jae                                                                                            |
| Scriptwriter Award                     | Yook So-young - My Ugly Duckling Park Gi-na - TV Animal Farm Lee Jae-kuk - Kim Chang Ryul's Old School Radio Show |
| PD Award                               | Park Soo-hong, Kim Joon-hyun                                                                                      |
| Radio DJ Award                         | Park So-hyun |
| Giải thưởng cặp đôi đẹp nhất           | Park Hyung-il & Park Sun-ja, Kim Kwang-kyu & Kim Wan-sun                                                          |
| Best Friend Award                      | Flower Crew team                                                                                                  |
| Variety Show Scene Stealer Award       | Choi Sung-kook and Jo Se-ho                                                                                       |
| Mobile Icon Award                      | Yang Se-hyung |

### 2017
| Hạng mục                                | Chiến thắng |
| --------------------------------------- | --- |
| Giải thưởng xuất sắc hàng đầu (Tạp kỹ)  | Jee Seok-jin                                                                                                   |
| Top Excellence Award (Talk Show)        | Seo Jang-hoon                                                                                                  |
| Giải thưởng xuất sắc (Tạp kỹ)           | Kang Susie |
| Excellence Award (Talk Show)            | Tony An Kim Jun-hyun                                                                                           |
| PD Award                                | Kim Byung-man                                                                                                  |
| Global Star Award                       | Running Man |
| Lifetime Achievement Award              | Baek Jong-won                                                                                                  |
| Hot Star Award                          | Choo Ja-hyun & Yu Xiaoguang                                                                                    |
| Program of the Year Award (Variety)     | My Ugly Duckling                                                                                               |
| Program of the Year Award (Documentary) | Finding Genius                                                                                                 |
| MC Award                                | Kim Seok-hoon Jun Hyun-moo                                                                                     |
| Scene Steeler Award                     | Park Myung-soo Yoon Jung-soo                                                                                   |
| Best Entertainer Award                  | Kim Kwang-kyu Lee Yoo-ri                                                                                       |
| Best Challenge Award                    | Narsha Jo Bo-ah Kim Se-jeong                                                                                   |
| Best Teamwork Award                     | Burning Youth                                                                                                  |
| Giải thưởng cặp đôi đẹp nhất            | Lee Kwang-soo & Jeon So-min                                                                                    |
| Scriptwriter Award                      | Noo Yoon - Same Bed, Different Dreams Jang Yoon-jung - Curious Stories Y Jeon Jin-shil - Radio Boom Boom Power |
| Mobile Icon Award                       | Park Na-rae Kim Ki-soo                                                                                         |
| Radio DJ Award                          | Kim Sook & Song Eun-i Kim Young-chul                                                                           |
| Rookie Award (Variety)                  | Jeon So-min Kang Daniel                                                                                        |
| Rookie Award (Talk Show)                | Lee Sang-min Jung Jae-eun                                                                                      |

### 2018
| Hạng mục                               | Chiến thắng | Ref.        |
| -------------------------------------- | --- | ----------- |
| Producer's Award                       | Kim Jong-kook (“Running Man,” “My Little Old Boy”)                                                                               | [ 5 ] [ 6 ] |
| Giải thưởng xuất sắc hàng đầu (Tạp kỹ) | Jeon So-min (“Running Man”) | [ 5 ] [ 6 ] |
| Top Excellence Award (Talk/Show)       | Yang Se-hyung (“Master in the House”, “Village Survival, the Eight”)                                                             | [ 5 ] [ 6 ] |
| Giải thưởng xuất sắc (Tạp kỹ)          | Jo Bo-ah (“Baek Jong-won's Alley Restaurant”) Yook Sung-jae (“Master in the House”)                                              | [ 5 ] [ 6 ] |
| Excellence Award (Talk/Show)           | So Yi-hyun (“Same Bed, Different Dreams 2: You Are My Destiny”) Lee Sang-min (“My Little Old Boy”, Reckless but Happy, The Fan]) | [ 5 ] [ 6 ] |
| Popularity Award                       | Lee Kwang-soo (“Running Man”) | [ 5 ] [ 6 ] |
| Scene Stealer Award                    | Seungri (“We Will Channel You”, “My Little Old Boy”)                                                                             | [ 5 ] [ 6 ] |
| Best Teamwork Award                    | Running Man | [ 5 ] [ 6 ] |
| Giải thưởng cặp đôi đẹp nhất           | Kim Jong-kook & Hong Jin-young (“Running Man,” “My Little Old Boy”)                                                              | [ 5 ] [ 6 ] |
| Program of the Year Award (Variety)    | My Little Old Boy | [ 5 ] [ 6 ] |
| Best Family Award                      | In Gyo-jin & So Yi-hyun (“Same Bed, Different Dreams 2: You Are My Destiny”)                                                     | [ 5 ] [ 6 ] |
| Best Challenger Award                  | Jeon Hye-bin (“Luật rừng”) | [ 5 ] [ 6 ] |
| Screenwriter Award                     | Yoo Hyun-soo (“Choi Hwa-jung's Powertime”) Lee Yoon-joo (“Animal Farm”) Kim Myung-jung (“Master in the House”)                   | [ 5 ] [ 6 ] |
| Best MC Award                          | Kim Sung-joo (“Baek Jong-won's Alley Restaurant”) Kim Sook (“Same Bed, Different Dreams 2: You Are My Destiny”)                  | [ 5 ] [ 6 ] |
| Best Entertainer Award                 | Im Won-hee (“My Little Old Boy”) Goo Bon-seung (“Flaming Youth”)                                                                 | [ 5 ] [ 6 ] |
| Mobile Icon Award                      | JeA Cheetah (“Strong My Way”) | [ 5 ] [ 6 ] |
| Radio DJ Award                         | Kim Chang-yeol (“Kim Chang-yeol's Old School”) Boom (“Boom Boom Power”)                                                          | [ 5 ] [ 6 ] |
| Rookie Award (Female)                  | Kang Kyung-hun (“Flaming Youth”)                                                                                                 | [ 5 ] [ 6 ] |
| Rookie Award (Male)                    | Lee Sang-yoon (“Master in the House”)                                                                                            | [ 5 ] [ 6 ] |

### 2019
| Hạng mục                                       | Chiến thắng | Ref. |
| ---------------------------------------------- | --- | ---- |
| Lifetime Achievement Award                     | Baek Jong-won ("Baek Jong-won's Alley Restaurant") |      |
| Producer's Award                               | Lee Seung-gi (“Master in the House, Little Forest”) |      |
| Giải thưởng xuất sắc hàng đầu (Thực tế)        | Hong Jin-young (“My Little Old Boy”) Kim Jong-kook (“My Little Old Boy, Running Man")                                                                                         |      |
| Top Excellence Award (Show/Variety)            | Gim Seong-ju (“Baek Jong-won's Alley Restaurant") Choi Sung-kook (“Young Fire”)                                                                                               |      |
| Top Excellence in Programming Award            | Baek Jong-won's Alley Restaurant |      |
| Excellence Award (Reality)                     | Kim Hee-chul (“My Little Old Boy, Delicious Rendezvous”) Yoon Sang-hyun ("Same Bed, Different Dreams 2: You Are My Destiny")                                                  |      |
| Excellence Award (Show/Variety)                | Yang Se-chan (“Running Man”) Lee Sang-yoon ("Master in the House") |      |
| Excellence in Programming Award (Reality)      | Same Bed, Different Dreams 2: You Are My Destiny |      |
| Excellence in Programming Award (Show/Variety) | Young Fire |      |
| SNS Star Award                                 | Kangnam & Lee Sang-hwa ("Same Bed, Different Dreams 2: You Are My Destiny") Yook Sung-jae ("Master in the House") Park Na-rae ("Little Forest") Lee Kwang-soo ("Running Man") |      |
| Best Teamwork Award                            | Master in the House |      |
| Global Program Award                           | Running Man |      |
| Best Entertainer Award                         | Haha ("Running Man") |      |
| Honorary Employee Award                        | Yang Se-hyung (“Master in the House, Delicious Rendezvous, Village Survival, the Eight, We Will Channel You”)                                                                 |      |
| Best Family Award                              | Lee Yoon-ji (“Same Bed, Different Dreams 2: You Are My Destiny”) |      |
| Best Challenge Award                           | Hur Jae ("Luật rừng") Lee Tae-gon ("Luật rừng, The Legend of the Big Fish") Kim Dong-jun ("Delicious Rendezvous")                                                             |      |
| Giải thưởng cặp đôi đẹp nhất                   | Lee Sang-min & Tak Jae-hoon ("My Little Old Boy") |      |
| Scriptwriter of the Year                       | Won Ju-won ("Choi Baek-ho Romantic Era") Park Eun-young ("Night of Real Entertainment") Kim Mi-kyung ("Same Bed, Different Dreams 2: You Are My Destiny")                     |      |
| Radio DJ Award                                 | So Yi-hyun ("Going Home with So Yi-hyun") Bae Sung-jae ("Bae Sung-jae's 10")                                                                                                  |      |
| Rookie Award (Female)                          | Jung In-sun ("Baek Jong-won's Alley Restaurant") |      |
| Rookie Award (Male)                            | Choi Min-yong ("Young Fire") |      |

### Giải thưởng 2021
| Hạng mục                                                            | Người chiến thắng | Tham khảo   |
| ------------------------------------------------------------------- | --- | ----------- |
| Giải thưởng của nhà sản xuất                                        | Lee Seung-gi (Master in the House) | [ 7 ] [ 8 ] |
| Giải thưởng xuất sắc hàng đầu (Thực tế)                             | Tak Jae-hoon – (My Little Old Boy, Dolsing Fourmen, Tiki-taCAR) | [ 7 ] [ 8 ] |
| Giải thưởng xuất sắc hàng đầu (Tạp kỹ)                              | Yang Se-chan – (Running Man) | [ 7 ] [ 8 ] |
| Giải thưởng xuất sắc hàng đầu (Show/Thể thao)                       | Park Sun-yeong – (Kick A Goal) | [ 7 ] [ 8 ] |
| Giải thưởng chương trình xuất sắc hàng đầu (Hạng mục show/thể thao) | Kick A Goal | [ 7 ] [ 8 ] |
| Giải thưởng chương trình xuất sắc hàng đầu (Hạng mục tạp kỹ)        | Running Man | [ 7 ] [ 8 ] |
| Giải thưởng xuất sắc (Thực tế)                                      | Lee Ji-hye – (Same Bed, Different Dreams 2: You Are My Destiny) | [ 7 ] [ 8 ] |
| Giải thưởng xuất sắc (Trò chuyện/Tạp kỹ)                            | Kim Joon-ho – (My Little Old Boy, Dolsing Fourmen) Im Won-hee – (My Little Old Boy, Dolsing Fourmen) | [ 7 ] [ 8 ] |
| Giải thưởng xuất sắc (Chương trình/Thể thao)                        | Kick A Goal S1 cast | [ 7 ] [ 8 ] |
| Giải thưởng chương trình xuất sắc (Show/Thể thao)                   | Archive K Loud | [ 7 ] [ 8 ] |
| Giải thưởng chương trình xuất sắc (Trò chuyện/Tạp kỹ)               | Dolsing Fourmen | [ 7 ] [ 8 ] |
| Giải thưởng làm việc theo nhóm tốt nhất                             | Master in the House team | [ 7 ] [ 8 ] |
| Director Award                                                      | Kick A Goal S1 Directors | [ 7 ] [ 8 ] |
| Giải thưởng đặc biệt                                                | Baek Jong-won's Alley Restaurant | [ 7 ] [ 8 ] |
| Giải thưởng nhân viên danh dự                                       | Jee Seok-jin – (Running Man) | [ 7 ] [ 8 ] |
| Nghệ sĩ giải trí của năm                                            | Shin Dong-yup – (My Little Old Boy, Animal Farm, I Need a Warm-up) Tak Jae-hoon – (My Little Old Boy, Dolsing Fourmen) Lee Sang-min – (My Little Old Boy, Dolsing Fourmen) Lee Kyung-kyu – (Team Up 072) Lee Seung-gi – (Master in the House, Team Up 072, Loud) Park Sun-yeong – (Kick A Goal) Yoo Jae-suk – (Running Man) Jee Seok-jin – (Running Man) Kim Jong-kook – (Running Man, My Little Old Boy) Kim Gu-ra – (Same Bed, Different Dreams 2: You Are My Destiny) Seo Jang-hoon – (My Little Old Boy, Same Bed, Different Dreams 2: You Are My Destiny) Yang Se-hyung – (Master in the House) | [ 7 ] [ 8 ] |
| Giải thưởng cặp đôi đẹp nhất                                        | Lee Soo-geun và Bae Seung-jae – (Kick A Goal) | [ 7 ] [ 8 ] |
| Biên kịch của năm                                                   | Hwang Chae-young – (Unanswered Questions) Yang Hyo-im – (Running Man) Jang Jung-hee – (Kick A Goal) Kim Yoon-hee – (Kim Young-chul's Power FM) | [ 7 ] [ 8 ] |
| Radio DJ Award (Power FM)                                           | Boom – (Boom Boom Power) | [ 7 ] [ 8 ] |
| Radio DJ Award (Love FM)                                            | Lee Sook-young – Lee Sook-young Love FM | [ 7 ] [ 8 ] |
| Rookie DJ Award                                                     | Park Ha-sun – (Park Ha-sun's Cine Town) | [ 7 ] [ 8 ] |
| Giải thưởng tân binh (Show/Thể thao)                                | Lee Seung-yuop – (Team Up 072) | [ 7 ] [ 8 ] |
| Giải thưởng tân binh (Tạp kỹ)                                       | Keum Sae-rok – (Baek Jong-won's Alley Restaurant) | [ 7 ] [ 8 ] |
| Giải thưởng tân binh (Thực tế)                                      | Park Goon – (My Little Old Boy, Luật rừng) Lee Hyun-yi – (Same Bed, Different Dreams 2: You Are My Destiny, Kick A Goal) | [ 7 ] [ 8 ] |
| Next Level Award                                                    | Jang Do-yeon – (The Story of the Day When One Bites One's Tail) | [ 7 ] [ 8 ] |